# Stefanie Kammer
Stefanie Kammer (* 2. Januar 1981 in Köln) ist eine deutsche Ingenieurin und Requisiteurin in Film und Fernsehen.

## Leben
Stefanie Kammer, geboren 1981 in Köln, begann nach ihrem Abitur am Wirtschafts-Gymnasium in Brühl-Badorf im Jahr 2000 zunächst ein Lehramtsstudium an der Universität zu Köln, bevor sie 2002 an die Hochschule Kaiserslautern wechselte, wo sie Innenarchitektur studierte. Dort machte sie ihren Abschluss als Diplom-Ingenieurin. Zurück in Köln betreute sie zunächst als Requisiteurassistentin, unter anderem die Serie 112 – Sie retten dein Leben, eine Kölner Episode der Reihe Tatort – Familienbande oder die Schimanski-Folge Schimanski: Schuld und Sühne, bevor sie im Jahre 2011 die preisgekrönte Sat.1 Serie Der letzte Bulle mit Henning Baum in der Hauptrolle (u. a. ausgezeichnet mit dem Bayerischen Fernsehpreis, Deutschen Fernsehpreis 2012 oder dem Jupiter) als hauptverantwortliche Requisiteurin übernahm. Als Außenrequisiteurin arbeitete Kammer bei 44 Episoden am Drehort eng mit Szenenbildnern und Regisseuren zusammen. Seit 2010 war sie an auch an zahlreichen Kinofilmen beteiligt, unter anderem an Teufelskicker, Tage, die bleiben, El Olivo – Der Olivenbaum, Deutschstunde, Die drei !!!, Generation Beziehungsunfähig oder Contra.
Zu Beginn der 2000er Jahre war Stefanie Kammer bereits als Autorin aktiv gewesen – 2002 waren ihre Texte in der Junge Lyrik Reihe im Martin Werhand Verlag erschienen. Im Jahr 2006 nahm sie bei dem visuellen lyrischen Projekt der Bremer Straßenbahn AG namens Poesie Bewegt unter der Leitung von Joachim Tuz mit ihrem Werk teil.
Stefanie Kammer lebt und arbeitet in Köln.

## Filmografie (Auswahl)

### Fernsehen
- 2008–2009: 112 – Sie retten dein Leben (Fernsehserie, 29 Episoden)
- 2009: Frau Böhm sagt Nein (Fernsehfilm)
- 2010: Tatort – Familienbande
- 2011: Schimanski: Schuld und Sühne
- 2011–2014: Der letzte Bulle (Fernsehserie, 44 Episoden)
- 2015: Club der roten Bänder (Fernsehserie)
- 2016: Marie Brand und das ewige Wettrennen (Fernsehfilm)
- 2016: Die Truckerin – Eine Frau geht durchs Feuer (Fernsehfilm)
- 2017: Friesland: Krabbenkrieg (Fernsehfilm)
- 2017: Tatort: Gott ist auch nur ein Mensch
- 2018: Friesland: Schmutzige Deals (Fernsehfilm)
- 2021: Faking Hitler (Fernsehminiserie)
- 2024: Herrhausen – Der Herr des Geldes (Fernsehminiserie)
- 2024: How to Sell Drugs Online (Fast) (Netflix-Serie)

### Kino
- 2010: Teufelskicker
- 2010: Luks Glück
- 2011: Tage, die bleiben
- 2015: El Olivo – Der Olivenbaum
- 2016: Antonio, ihm schmeckt’s nicht
- 2019: Deutschstunde
- 2019: Die drei !!!
- 2020: Contra
- 2020: O mein Gott
- 2021: Generation Beziehungsunfähig
- 2024: Der Buchspazierer

## Publikationen
- Junge Lyrik III – 50 Dichterinnen und Dichter. Anthologie, Martin Werhand Verlag, Melsbach 2002, ISBN 3-9806390-3-7. Auch zweite, überarbeitete Auflage.